# Afrosoricida
Afrosoricidi, někdy také zvaní afričtí hmyzožravci (Afrosoricida), jsou řád obsahující pouze tři čeledi malých savců, kteří byli dříve kvůli vnější podobnosti řazeni do řádu hmyzožravců. K vyčlenění těchto tří čeledí došlo poměrně nedávno (na základě molekulární analýzy v roce 1998). Zjistilo se totiž, že společně patří do zcela jiné větve savců: vedle damanů, slonů apod. do skupiny Afrotheria.

## Čeledi
Zlatokrti se vyskytují v Africe v rámci rozličných habitatů s půdou vhodnou k vytváření chodeb (planiny, pouště i lesy). Jejich jméno je odvozeno od typické výrazně zlaté, žluté nebo oranžové srsti s až kovovým leskem. Podobně jako krtci (Talpidae) mají málo vyvinutý zrak, oči jsou překryté kožní blánou. Na rozdíl od nich ale rozrývají zeminu hrabavým pohybem směrem vpřed, tedy neodhrnují zeminu do stran. K hloubení chodeb jim slouží velké drápy na předních končetinách.
Bodlíni jsou endemičtí pro oblast Madagaskaru a morfologicky pestří. Vzhledem připomínají ježky (bodlinaté tělo a schopnost svinout se do kuličky) nebo rejsky, vždy s nápadným rypáčkem. Některé druhy umí hibernovat, nebo přecházet během dne do torporu. Byla u nich zjištěna i schopnost echolokace. Vzhledem ke ztrátě původních habitatů patří někteří mezi ohrožené druhy.
Vydříky nacházíme výhradně v centrální Africe. Jejich morfologie je skutečně obdobná vydrám se semiaquatickým způsobem života. Dosahovat mohou délky až přes půl metru a řadí se k největším hmyzožravým savcům.

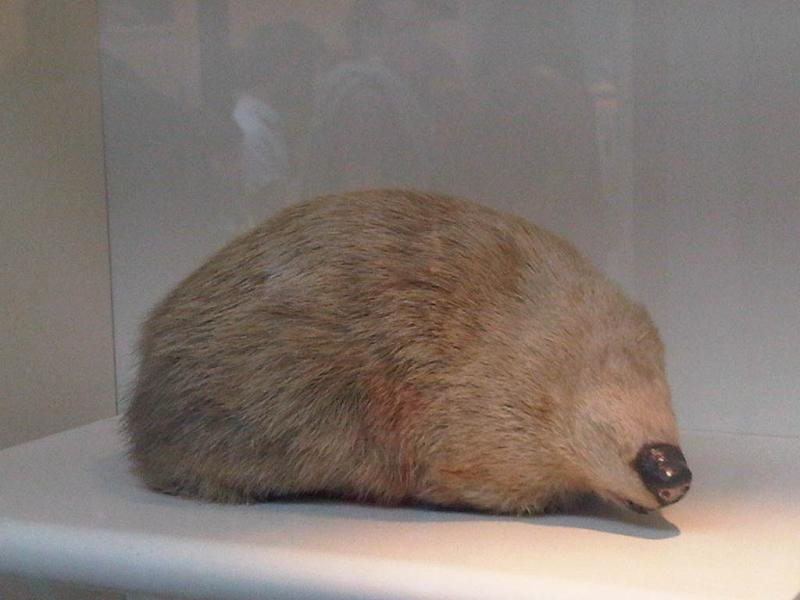
Zlatokrt (Chrysospalax trevelyani)
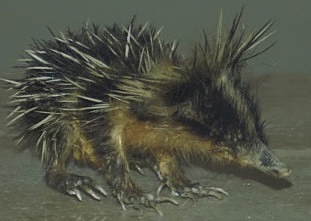
Bodlín (Hemicentetes semispinosus)
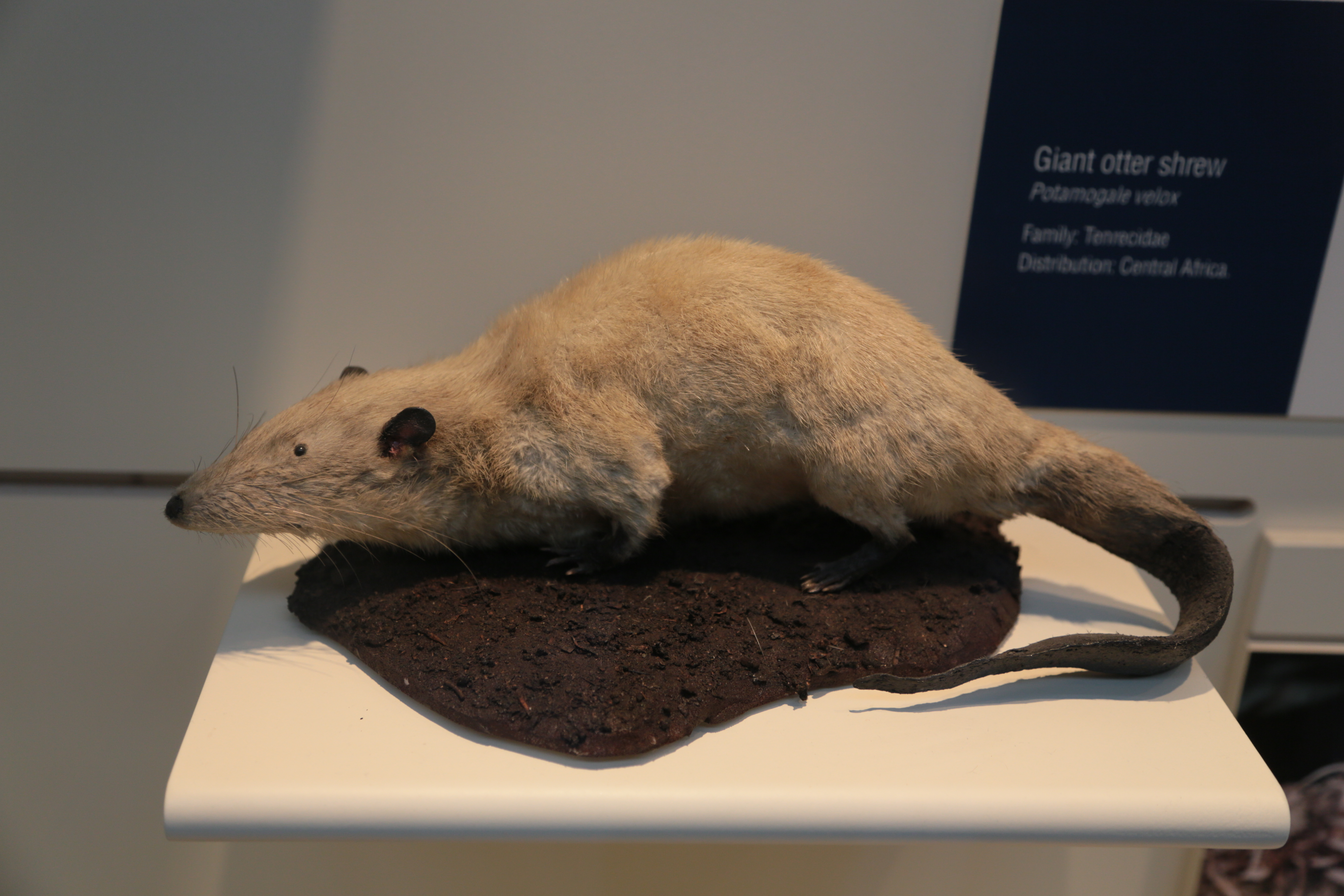
Vydřík (Potamogale velox)